# Okręt pancerny

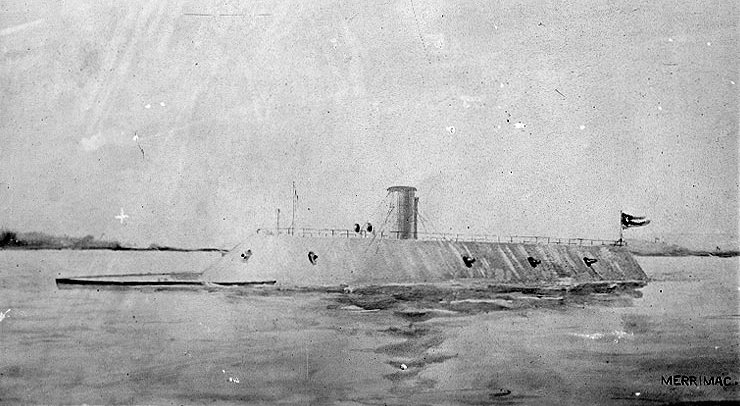
CSS "Virginia", jeden z pierwszych okrętów pancernych

Okręt pancerny – ogólne określenie wczesnych okrętów z silnikiem parowym posiadających opancerzenie, budowanych w drugiej połowie XIX wieku. 
Termin ten używany jest w polskiej terminologii przede wszystkim dla zbiorczego określenia okrętów o napędzie parowym wyposażonych w pancerz budowanych od lat 50. do około lat 70. XIX wieku, w okresie, kiedy dopiero kształtowały się koncepcje okrętów opancerzonych poszczególnych klas (określanych angielskim terminem ironclad).
W tym znaczeniu, określenie to obejmuje okręty klasyfikowane wówczas m.in. jako fregaty pancerne, korwety pancerne, pancerniki wieżowe, pancerniki kazamatowe, monitory, baterie pływające, pancerne taranowce i inne, trudne czasami do innego sklasyfikowania. Pod koniec XIX wieku wykształciła się z okrętów pancernych klasa ukształtowanych pancerników generacji przeddrednotów, jako głównych i najsilniejszych okrętów stanowiących o sile flot (okrętów liniowych). Ponadto wykształciły się klasy mniejszych okrętów posiadających pancerz: monitorów, kanonierek pancernych, pancerników przybrzeżnych, krążowników pancernopokładowych i krążowników pancernych.

## II wojna światowa
Ponadto, "okręt pancerny" (niem. Panzerschiff) był oficjalną niemiecką klasą okrętów typu Deutschland z lat 30. XX wieku (tzw. potocznie "pancerników kieszonkowych").